# So You Think You Can Dance The Next Generation
So You Think You Can Dance The Next Generation (afgekort als SYTYCDNG) is een danswedstrijd en een realityshow die op de Nederlandse televisie werd uitgezonden door RTL 5. SYTYCDNG is een juniorvariant van So You Think You Can Dance, wat betekent dat er geen volwassenen maar kinderen aan deelnemen.
Op 16 juni werd Leslie de winnaar van het eerste seizoen. Hij won een studiebeurs van € 10.000,-, die beschikbaar komt op zijn achttiende verjaardag.

## Auditie
Het begint voor de kandidaten met de audities. Aan de auditie kunnen kandidaten die (op het moment van de auditie) tussen de 9 en 14 jaar zijn deelnemen. Tijdens deze auditie moeten de kandidaten een korte routine dansen op zelfgekozen muziek. Deze routine kan worden opgedragen in een solo, in een duo of in een groep. Het jurypanel bepaalt ter plekke of de kandidaat genoeg potentieel toont om door te gaan naar de volgende ronde, of niet verder mag gaan. Als de danser door mag gaan krijgt hij/zij een "Bootcamp ticket".

### Bootcamp
Tijdens de bootcamp, die verdeeld was over twee dagen, moeten de jonge dansers zich verschillende dansstijlen aanleren. Hierbij worden ze begeleid door verschillende choreografen. Tijdens de bootcamp wordt het aantal deelnemers door de jury teruggebracht tot dertig.

## Studioshows
In de studioshows strijden de kinderen voor een plekje in de grote finale liveshow. Per studioshow strijden tien kinderen voor een van de twee plekken voor de finale.

#### Studioshow 1 (26 mei 2013)
| Koppel                 | Stijl  | Muziek                          | Choreograaf    |
| ---------------------- | ------ | ------------------------------- | -------------- |
| Noah & Kishan          | Hiphop |                                 | Roy Julen      |
| Femke & Lisa           | Jazz   |                                 | Percy          |
| Jovian en Keanah       | Latin  | One Direction - Kiss You        | Julie Fryer    |
| Chenillia en Quinten   | Hiphop | Nielson - Beauty and the brains | Vincent Vianen |
| Lo (Lodewijk) en Omani | Modern | Racoon - Oceaan                 | Ed Wubbe       |

- Groepschoreografie: : Hip Hop, Choreograaf: Roy Julen
- Solo's:

| Danser              | Stijl      | Muziek | Resultaat         |
| ------------------- | ---------- | ------ | ----------------- |
| Kishan / 12 jaar    | Breakdance |        | afgevallen        |
| Lisa / 14 jaar      | Modern     |        | afgevallen        |
| Noah / 11 jaar      | Breakdance |        | afgevallen        |
| Omani / 13 jaar     | Modern     |        | door: 2e finalist |
| Chenillia / 10 jaar |            |        | afgevallen        |
| Femke / 11 jaar     | Modern     |        | afgevallen        |
| Jovian / 13 jaar    | Hiphop     |        | afgevallen        |
| Keanah / 12 jaar    | Modern     |        | afgevallen        |
| Lodewijk / 14 jaar  | Modern     |        | door: 1e finalist |
| Quinten / 13 jaar   | Hiphop     |        | afgevallen        |

#### Studioshow 2 (2 juni 2013)
| Koppel            | Stijl       | Muziek                 | Choreograaf        |
| ----------------- | ----------- | ---------------------- | ------------------ |
| Lowel & Meaghan   | Modern      |                        | Isabelle Beernaert |
| Delano & Kay      | Hiphop      |                        |                    |
| Leslie & Claire   | Weense Wals | Anouk - Birds          | Peter Bosveld      |
| Chantal & Shakira | Hiphop      |                        | Vincent Vianen     |
| Nadine & Romee    | Jazz        | Matt Simons - With you | Laurent Flament    |

- Groepschoreografie: : Modern, Choreograaf: Roy Julen
- Solo's:

| Danser            | Stijl  | Muziek | Resultaat         |
| ----------------- | ------ | ------ | ----------------- |
| Leslie / 14 jaar  | Hiphop |        | wildcard          |
| Meaghan / 11 jaar | Modern |        | afgevallen        |
| Chantal / 11 jaar | Hiphop |        | afgevallen        |
| Delano / 13 jaar  |        |        | afgevallen        |
| Nadine / 13 jaar  | Modern |        | afgevallen        |
| Shakira / 10 jaar |        |        | afgevallen        |
| Lowel / 11 jaar   |        |        | Door: 4e finalist |
| Kay / 11 jaar     |        |        | afgevallen        |
| Claire / 14 jaar  | Modern |        | Door: 3e finalist |
| Romee / 14 jaar   | Jazz   |        | wildcard          |

#### Studioshow 3 (9 juni 2013)
| Koppel         | Stijl     | Choreograaf                    |
| -------------- | --------- | ------------------------------ |
| Joey & Lois    | Jazz      | Percy                          |
| Elise & Sophie | Modern    | Anne Suurendonk                |
| Izeo & Valery  | Chachacha | Roemjana de Haan Koen Brouwers |
| Jasmijn & Dara | Hiphop    |                                |
| Emmie & Samuel | Modern    | Conny Janssen                  |

- Groepschoreografie: : Jazz, Choreograaf: Laurent Flament
- Solo's:

| Danser            | Stijl  | Resultaat         |
| ----------------- | ------ | ----------------- |
| Lois / 12 jaar    |        | afgevallen        |
| Emmie / 13 jaar   | Modern | Door: 5e finalist |
| Dara / 11 jaar    |        | afgevallen        |
| Izeo / 12 jaar    |        | afgevallen        |
| Elise / 13 jaar   |        | afgevallen        |
| Samuel / 13 jaar  |        | Door: 6e finalist |
| Valery / 12 jaar  | Hiphop | afgevallen        |
| Jasmijn / 14 jaar | Modern | afgevallen        |
| Joey / 12 jaar    | Hiphop | afgevallen        |
| Sophie / 14 jaar  |        | afgevallen        |

## Finale Liveshow
| Koppel           | Stijl             | Choreograaf     |
| ---------------- | ----------------- | --------------- |
| Emmie & Claire   | Modern            | Ed Wubbe        |
| leslie & Lowel   | Hiphop            | Roy Julen       |
| Lodewijk & Romee | Argentijnse Tango | Julie Fryer     |
| Samuel & Omani   | Jazz              | Laurent Flament |

- Geëlimineerd
  - Claire
  - Romee
- Groepschoreografie: De 6 finalisten: Modern; Choreograaf: Roy Julen)
- Geëlimineerd
  - Lowel
  - Emmie
- Dance For Your Life solos:

| Danser   | Stijl | Resultaat           |
| -------- | ----- | ------------------- |
| Omani    |       | verliezend finalist |
| Lodewijk |       | verliezend finalist |
| Leslie   |       | WINNAAR             |
| Samuel   |       | verliezend finalist |